# Governatorati della Giordania

Governatorati della Giordania

I governatorati della Giordania, o province (muhafazat, singolare: muhafazah) sono la suddivisione territoriale di primo livello del Paese e sono pari a 12.

## Lista
| Localizzazione | Governatorato              | Nome in arabo | Capoluogo | Popolazione (2012) | Superficie (km²) |
| -------------- | -------------------------- | ------------- | --------- | ------------------ | ---------------- |
|                | Governatorato di Ajlun     | عجلون         | Ajlun     | 146 900            | 420              |
|                | Governatorato di Amman     | العاصمة       | Amman     | 2 473 400          | 7 579            |
|                | Governatorato di Aqaba     | العقبة        | Aqaba     | 139 200            | 6 905            |
|                | Governatorato di Balqa     | البلقاء       | al-Salt   | 428 000            | 1 120            |
|                | Governatorato di Irbid     | اربد          | Irbid     | 1 137 100          | 1 572            |
|                | Governatorato di Jerash    | جرش           | Jerash    | 191 700            | 410              |
|                | Governatorato di al-Karak  | الكرك         | al-Karak  | 249 100            | 3 495            |
|                | Governatorato di Ma'an     | معان          | Ma'an     | 121 400            | 32 832           |
|                | Governatorato di Madaba    | مادبا         | Madaba    | 159 700            | 940              |
|                | Governatorato di al-Mafraq | المفرق        | al-Mafraq | 300 300            | 26 551           |
|                | Governatorato di al-Tafila | الطفيلة       | al-Tafila | 89 400             | 2 209            |
|                | Governatorato di al-Zarqa  | الزرقاء       | al-Zarqa  | 951 800            | 4 761            |

## Fonti
- Governo della Giordania